# Vera Martelli
Vera Martelli (Bologna, 27 ottobre 1930 – Bologna, 13 maggio 2017) è stata una velocista italiana.

## Biografia
Nata nel 1930 a Bologna, iniziò a praticare l'atletica leggera a 16 anni, esordendo in nazionale due anni più tardi, nel 1948.
A 21 anni partecipò ai Giochi olimpici di Helsinki 1952, nei 200 m, uscendo in batteria, arrivando sesta con il tempo di 26"1, suo record personale. Nella stessa batteria l'australiana Marjorie Jackson fece registrare il nuovo record del mondo con 23"6, poi migliorato a 23"4 in semifinale.
Per cinque anni di fila, dal 1948 al 1952, fu campionessa italiana nella staffetta 4×100 m con la Cestistica Bologna, in squadra con Vittoria Cesarini ed Ermanna Orsoni per tutti i cinque anni, più Anna Venturi nei primi tre e Pier Paola Bernardini negli ultimi due, ottenendo come miglior risultato il 49"7 del 1950.
Morì nel 2017, a 86 anni.

## Palmarès
| Anno | Manifestazione  | Sede     | Evento      | Risultato | Prestazione | Note |
| ---- | --------------- | -------- | ----------- | --------- | ----------- | ---- |
| 1952 | Giochi olimpici | Helsinki | 200 m piani | Batteria  | 26"1        |      |

## Campionati nazionali
- 5 volte campionessa nazionale nella staffetta 4×100 metri (1948, 1949, 1950, 1951, 1952)

1948
- Oro ai Campionati nazionali italiani, staffetta 4×100 metri - 50"7

1949
- Oro ai Campionati nazionali italiani, staffetta 4×100 metri - 51"8

1950
- Oro ai Campionati nazionali italiani, staffetta 4×100 metri - 49"7

1951
- Oro ai Campionati nazionali italiani, staffetta 4×100 metri - 50"0

1952
- Oro ai Campionati nazionali italiani, staffetta 4×100 metri